# Stichastrella rosea
Stichastrella rosea is een zeester uit de familie Stichasteridae. De wetenschappelijke naam van de soort werd in 1776 gepubliceerd door Otto Friedrich Müller.

## Beschrijving
Stichastrella rosea is een vijfarmige zeester met een kleine centrale schijf. De taps toelopende armen zijn lang en cilindrisch. De kleur is meestal oranje, maar er bestaan ook gele of bijna rode exemplaren. Hij kan uitgroeien tot een diameter van 15 cm. Er zijn longitudinale, hoewel niet erg duidelijke, rijen papulae (kieuwachtige ademhalingsorganen) langs de armen aanwezig.

## Verspreiding en leefgebied
Deze zeester wordt geregistreerd vanuit zowel de noordelijke Stille als de Atlantische Oceaan. Hij komt zowel op harde als zanderige ondergrond voor, van de subtidale zone tot 400 meter diepte.